# Heinz von Diringshofen
Heinz von Diringshofen (* 22. Januar 1900 in Magdeburg; † 5. Mai 1967 in Frankfurt am Main) war ein deutscher Luftfahrtmediziner. Diringshofen erforschte relevante luftfahrttechnische Untersuchungstechniken.

## Leben
Diringshofen, Sohn der Fabrikantentochter Margarete de Haen und des Generalleutnants Max von Diringshofen, war gegen Ende des Ersten Weltkrieges ab 1917 Soldat der deutschen Luftstreitkräfte. Nach Kriegsende absolvierte Diringshofen von 1919 bis 1925 ein Studium der Medizin an den Universitäten Berlin und München, das er mit Promotion zum Dr. med. abschloss. Danach war er Schiffsarzt bei der HAPAG und ab 1927 als Sanitätsoffizier bei der Reichswehr tätig. Ab diesem Zeitpunkt forschte Diringshofen im Bereich Luftfahrtmedizin und war ab 1929 bei der Luftfahrtabteilung des Reichswehrministeriums beschäftigt. Ab 1930 forschte Diringshofen am Physiologische Institut der Universität Würzburg, „wo er im Versuchsflug an sich selbst die Auswirkung der Zentrifugalkraft auf Blutzirkulation und Atmung untersuchte“.
Nachdem er sich 1933 habilitiert hatte, war er als Lehrbeauftragter an den Universitäten Berlin und Frankfurt beschäftigt. Ab 1934 leite Diringshofen im Rang eines Stabsarztes die Sanitätsversuchstruppe in Jüterbog und ein Jahr später das dortige luftfahrtmedizinische Laboratorium. Ab 1939 war Diringshofen außerplanmäßiger Professor an der Universität Frankfurt und leitete dort auch die Medizinische Forschungsstätte für mechanische Einflüsse.
Während des Zweiten Weltkrieges war Diringshofen von 1940 bis 1944 beim II. Fliegerkorps und als Feldluftgauarzt eingesetzt. Ab 1942 bekleidete er den Rang eines Oberstabsarztes. Diringshofen, der sich der Forschung zu Sauerstoffmangel und Fliehkraft widmete. Er nahm an der Tagung über Ärztliche Fragen bei Seenot und Winternot am 26. und 27. Oktober 1942 teil, wo auch über die „Unterkühlungsversuche“ im KZ Dachau referiert wurde. Diringshofen beabsichtigte 1943/44 den KZ-Arzt Sigmund Rascher zu habilitieren, dieses Vorhaben blieb jedoch erfolglos.
Nach Kriegsende befand sich Diringshofen kurzzeitig in Kriegsgefangenschaft. Nach einer Phase der Arbeitslosigkeit betätigte sich Diringshofen als Internist sowie Werksarzt und lehrte weiter an der Universität Frankfurt. Diringshofen folgte 1951 einem Ruf nach Argentinien, wo er bis 1956 am flugmedizinischen Institut in Buenos Aires beratend tätig war und Unterdruckversuche durchführte. Später war er von 1964 bis 1967 Lehrbeauftragter an der Universität München. Diringshofen begründete die Deutsche Gesellschaft für Luft- und Raumfahrtmedizin mit und war auch deren erster Präsident.
Diringshofen war dreimal liiert, hatte zwei Töchter aus der zweiten Ehe, mit Doris Kurtz. Seine letzte Ehefrau Elisabeth stammt aus der russischen Adelsfamilie Solowjew, deren Vater war Arzt. Seine Schwester Ilse war mit Hans Klaus von Werder verheiratet.